# ディーノ・ザンデグー
ディーノ・ザンデグー（Dino Zandegù、1940年5月31日 - ）は、イタリア、ルバーノ出身の元自転車競技（ロードレース）選手。

## 来歴
1962年
- 世界選手権ロードレース アマ・チームタイムトライアル(TTT) 優勝（+ ダニーロ・グラッシ、アントニオ・タリアーニ、マリオ・マイノ）

1963年
- イタリア選手権 アマ・TTT 優勝
- 世界選手権ロードレース アマ・TTT 2位

1964年、プロ転向。
1965年
- ジロ・ディ・ロマーニャ 優勝
- ジロ・デル・ピエモンテ 3位

1966年
- ティレーノ〜アドリアティコ 初代総合優勝者、区間1勝（第2）
- ジロ・デ・イタリア 区間3勝（第1、10、12）、総合11位
- ミラノ〜トリノ 3位

1967年
- ティレーノ〜アドリアティコ 区間1勝（第5）
- ロンド・ファン・フラーンデレン 優勝
- ジロ・ディ・カンパーニア 優勝
- ジロ・デ・イタリア
  -  ポイント賞
  - 区間2勝（第4、22b）
  - 総合18位
- トロフェオ・マッテオッティ 優勝

1968年
- カタルーニャ一周 区間1勝（第4a）

1969年
- セトマナ・カタラナ 総合3位、区間3勝（第1、2、4）
- カタルーニャ一周 区間1勝（第2a）
- パリ〜ニース 区間1勝（第4）
- ジロ・ディ・ロマーニャ 優勝

1970年
- ツール・ド・スイス 区間1勝（第8）
- ジロ・デ・イタリア 区間1勝（第16）

1971年
- ジロ・デ・イタリア 区間1勝（第16）